# Nora Sand – Flickorna från Englandsbåten
Nora Sand – Flickorna från Englandsbåten är en norsk-dansk kriminalserie som hade premiär i Norge den 29 november 2023. Serien som är skapad av Kristine Berg och Arne Berggren är baserad på Lone Theils roman med samma namn. Första säsongen bestod av åtta avsnitt.

## Handling
Serien kretsar kring Nora Sand som är en framgångsrik dansk journalist vars karriär plötsligt hotas av en skandal. Hon får i samma veva ett anonymt tips om två flickor som varit spårlöst försvunna sedan mitten av 1980-talet.

## Rollista (i urval)
- Benjamin Noble
- Marie Sandø Jondal
- Anna Stokholm
- Siir Tilif
- Jesper Hagelskær Paasch
- Viktor Hjelmsø